# Hrotnosemenka hnědá
Hrotnosemenka hnědá (Rhynchospora fusca) je vytrvalá, slabě trsnatá bylina rostoucí na vlhkých místech. V české krajině je tato mokřadní rostlina z čeledi šáchorovitých sice původním druhem, ale nyní je již silně ohrožená vymizením.

## Rozšíření
Bylina je rozšířena téměř v celé Evropě a na severoamerickém kontinentu na východě Kanady a Spojených států amerických. V české přírodě se ještě ve 20. století vyskytovala na jihu Čech na Třeboňsku a na severu Čech v okolí Doks. V současnosti roste pouze na jediné, asi jen 30 m² velké lokalitě v rozvolněné ostřicové vegetaci. Nachází se v rašeliništi národní přírodní památky Swamp, která se rozkládá poblíž Máchova jezera v severních Čechách.

## Ekologie
Je hemikryptofyt rostoucí na mokrých, občas zaplavovaných půdách v humózním písku nebo v rašeliníku. Nejčastěji se jedná o rašeliniště s typickými ostřicovými společenstvy, která bývají periodicky pod vodou. Vyskytuje se také ve sníženinách na písčitých loukách a mírně se svažujících březích vřesovišť a slatinišť. Roste v půdě mokré, v zimě často krátkodobě zaplavované, kyselé, hlinitopísčité a jen s minimem živin. Rostlina vykvétá v závislosti na stanovišti od května do července.

## Popis
Vytrvalá bylina, vysoká 10 až 40 cm, vyrůstající v řídkých trsech z podzemního oddenku s dlouhými plazivými výběžky vytvářející volné rohože. Květonosná lodyha je přímá, plná, nevětvená, tenká, slabě trojhranná a střídavě porostlá nitkovitými listy až 15 cm dlouhými a do 2 mm širokými. Listy vyrůstají na bázi (kde tvoří částečnou růžici) i na lodyze, jsou přisedlé a mají zelenavě hnědé pochvy dole srostlé a nahoře otevřené. Jsou helomorfní a zajišťují efektivní transport vzdušného kyslíku do kořenového systému žijícího v anaerobní zamokřené půdě.
Na konci vztyčené lodyhy roste úzký listen, který je přibližně třikrát delší než nad ním rostoucí červeno-hnědé až tmavě hnědé květenství. Je tvořeno chudým svazečkem několika přisedlých klásků které jsou asi 6 mm dlouhé, oblé a na konci špičaté. Někdy se vytvářejí níže na lodyze dva až tři drobné postranní svazečky. V klásku jsou dva až tři horní květy plodné a pod nimi se nacházejí tři až čtyři květy jalové se zřetelně menšími plevami. Okvětí květů v klásku je tvořeno pouze čtyřmi až šesti nestejně dlouhými štětinkami. Plodné květy se svrchním semeníkem jsou oboupohlavné a obsahují po třech tyčinkách se žlutými prašníky visící v době kvetení z klásku a dále čnělku s dvěma bliznami čnící z květů. Květy jsou opylovány větrem a pro zajištění alogamie jsou protogynické.
Plody jsou nažky rezavě hnědé barvy. Nažka je hladká, asi 3 mm dlouhá, má čočkovitý tvar, váží okolo 0,5 mg a na špičce má 1 mm velký trojúhelníkovitý zobáček; v půdní semenné bance je krátkodobě perzistentní. Rozmnožuje se semeny nebo rozrůstáním dlouhého plazivého oddenku.

## Ohrožení
Hrotnosemenka hnědá hojně utrpěla změnami biotopů při těžbě rašeliny, odvodňováním vlhkých polí i postupným zarůstáním stanovišť náletovými dřevinami. Škodí ji také výrazné výkyvy ve výšce vodní hladiny při těžbě rašeliny. S ohledem na její minimální výskyt, již jen na posledním nevelkém území, je chráněna vyhláškou „Ministerstva životního prostředí ČR č. 395/1992 Sb. ve znění vyhl. č. 175/2006 Sb. jako kriticky ohrožený druh (§1)“, stejně tak je hodnocena i v "Červeném seznamu cévnatých rostlin České republiky (C1t)".